# Eutrichota texana
Eutrichota texana är en tvåvingeart som beskrevs av Griffiths 1984. Eutrichota texana ingår i släktet Eutrichota och familjen blomsterflugor. Inga underarter finns listade i Catalogue of Life.